# Pseudolimnophila aurantiaca
Pseudolimnophila aurantiaca är en tvåvingeart som beskrevs av Alexander 1920. Pseudolimnophila aurantiaca ingår i släktet Pseudolimnophila och familjen småharkrankar.
Artens utbredningsområde är Zimbabwe. Inga underarter finns listade i Catalogue of Life.